# Alhaurín de la Torre (kommun)
Alhaurín de la Torre är en kommun i Spanien.   Den ligger i provinsen Provincia de Málaga och regionen Andalusien, i den södra delen av landet, 400 km söder om huvudstaden Madrid. Antalet invånare är 37 446. Arean är 83 kvadratkilometer. Alhaurín de la Torre gränsar till Alhaurín el Grande, Cártama, Málaga, Mijas, Torremolinos och Benalmádena. 
Terrängen i Alhaurín de la Torre är kuperad åt sydväst, men åt nordost är den platt.